# Westland Sea King
Westland Sea King – brytyjski śmigłowiec, będący zmodyfikowaną wersją licencyjną amerykańskiego śmigłowca Sikorsky SH-3 Sea King, produkowany od 1969 przez firmę Westland Helicopters.

## Historia
Brytyjski wariant licencyjny śmigłowca H-3 Sea King oblatany został 7 maja 1969. W stosunku do H-3, brytyjskie Sea Kingi posiadają inne jednostki napędowe typu Rolls-Royce Gnome, oraz brytyjską awionikę i w części wersji, wyposażenie do walki przeciwko okrętom podwodnym.
Ostatni Westland Sea King został zbudowany w 1990, łącznie zbudowano ich 330.

### Służba brytyjska
Pierwszą wersją była wersja zwalczania okrętów podwodnych HAS Mk. 1, która weszła na wyposażenie brytyjskiej marynarki wojennej (Royal Navy) w 1969. Podczas kolejnych lat wprowadzano ulepszone wersje przeciwpodwodne HAS Mk.2 (HAS.2), Mk.5 i MK.6. Ostatnie z brytyjskich Sea Kingów ASW zostały wycofane w 2003, zastąpione przez Westland Merlin HM.1. Dalsze wersje są jeszcze w użyciu.
Jedyną brytyjską odmianą transportowo-desantową jest HC.Mk 4, służący do transportu 28 uzbrojonych żołnierzy na odległość 640 km. Używany jest do amfibijnych operacji z okrętów desantowych.
Pierwsze wersje ratunkowo-poszukiwawcze powstały dla lotnictwa norweskiego i marynarki niemieckiej, następnie dla lotnictwa belgijskiego. Od września 1977 śmigłowce w wersji ratunkowo-poszukiwawczej (SAR) Sea King HAR.3 zaczęły wchodzić na wyposażenie RAF w celu zastąpienia Westland Whirlwind HAR10. W 1992 zamówiono 6 ulepszonych śmigłowców HAR3A, z nowszymi systemami elektronicznymi, w celu zastąpienia śmigłowców Westland Wessex. Sea King HAR.3 służy w brytyjskich dywizjonach RAF nr 22 i 202. Również część śmigłowców wersji HAS Mk.5 zostało zmodyfikowanych do roli ratunkowo-poszukiwawczej jako HAR.5.
Po negatywnych doświadczeniach wojny o Falklandy, kiedy okazało się, że brytyjska marynarka wojenna po wycofaniu Fairey Gannet nie ma samolotów wczesnego ostrzegania, dwa śmigłowce Sea King HAS.2 zostały przebudowane na wersję wczesnego ostrzegania AEW.2 (Airborne Early Warning). Wariant ten wszedł do służby w 1985 w 849 dywizjonie FAA. Wprowadzono później wersje AEW.5 i AEW.7, oznaczaną obecnie ASaC.7 (Airborne Surveillance and Area Control). Śmigłowce tej wersji używane są na brytyjskich lotniskowcach.

### Służba zagraniczna
Śmigłowce Westland Sea King były eksportowane do Australii, Belgii, Egiptu, Niemiec, Indii, Norwegii, Pakistanu i Kataru. W odmianie eksportowej znane są też jako Westland Commando.
W Australii Sea Kingi Mk.50 zastąpiły w charakterze śmigłowca przeciwpodwodnego Westland Wessex HAS.31 od 1974. Śmigłowce te przeszły następnie modernizację do standardu Mk.50A. Od 1995, po usunięciu sonarów AQS-13B, głównym ich zadaniem jest transport morski. Podczas pierwszych 5 lat eksploatacji część śmigłowców utracono, głównie z powodów spadku ciśnienia oleju w przekładni głównej.

## Wersje
- Sea King HAS.1 - pierwsza wersja zwalczania okrętów podwodnych dla marynarki brytyjskiej Royal Navy
- Sea King HAS.2 - ulepszona wersja zwalczania okrętów podwodnych dla Royal Navy.
  - Sea King AEW.2A - dwa śmigłowce Sea King HAS.2 przebudowane na wersję wczesnego ostrzegania AEW.2
- Sea King HAR.3 - wersja ratunkowo-poszukiwawcza dla lotnictwa brytyjskiego (Royal Air Force) (zbudowano 15).
- Sea King HAR.3A - ulepszona wersja ratunkowo-poszukiwawcza dla RAF (zbudowano 6)
- Sea King HC.4 - wersja transportowo-desantowa dla marynarki brytyjskiej Royal Navy (może transportować 28 żołnierzy, nazywana jest też Westland Commando).

- Sea King Mk.41 - odmiana ratunkowo-poszukiwawcza Sea King HAS.1 dla marynarki niemieckiej, zbudowano 23.
- Sea King Mk.4X - dwa śmigłowce przeznaczone do prób w ośrodku Royal Aircraft Establishment w Farnborough.

- Sea King Mk.42 - odmiana przeciwpodwodna Sea King HAS.1 dla marynarki Indii, zbudowano 12.
- Sea King Mk.42A -  odmiana przeciwpodwodna Sea King HAS.2 dla Indii, zbudowano 3.
- Sea King Mk.42B - wersja przeciwokrętowa dla marynarki Indii.
- Sea King Mk.42C - wersja ratunkowo-poszukiwawcza i transportowa dla marynarki Indii.

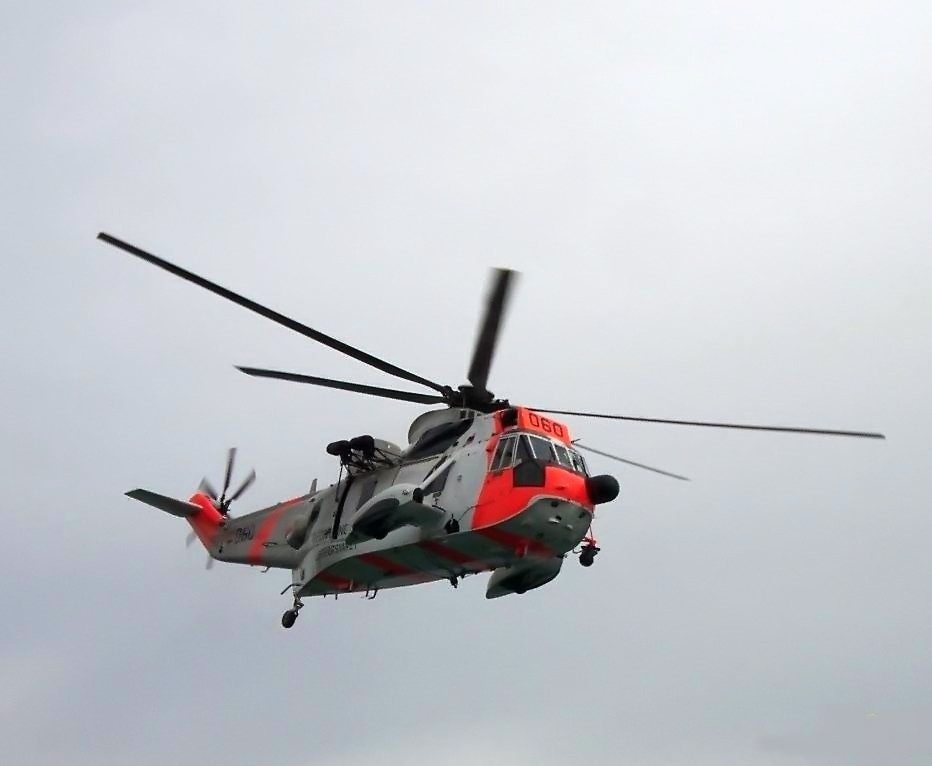
Norweski Sea King. Widoczna wciągarka na prawej burcie

- Sea King Mk.43 - odmiana ratunkowo-poszukiwawcza Sea King HAS.1 dla lotnictwa Norwegii, zbudowano 10.
- Sea King Mk.43A - ulepszona odmiana Sea King Mk.43 dla lotnictwa Norwegii.
- Sea King Mk.43B - ulepszona odmiana Sea King Mk.43 dla lotnictwa Norwegii.

- Commando Mk.1 - wersja transportowo-desantowa dla lotnictwa Egiptu.
- Commando Mk.2 - wersja transportowo-desantowa dla lotnictwa Egiptu.
- Commando Mk.2A - wersja transportowo-desantowa dla lotnictwa Kataru.
- Commando Mk.2B - wersja do transportu VIP-ów dla lotnictwa Egiptu.
- Commando Mk.2C - wersja do transportu VIP-ów dla lotnictwa Kataru.
- Commando Mk.2E - wersja walki radioelektronicznej dla lotnictwa Egiptu.
- Commando Mk.3 - przeciwokrętowa wersja dla lotnictwa Kataru.
- Sea King Mk.45 - przeciwokrętowa i przeciwpodwodna odmiana Sea King HAS.1 dla marynarki Pakistanu, zbudowano 6.
- Sea King Mk.45A - jeden śmigłowiec Sea King Mk.45A dla marynarki Pakistanu.
- Sea King Mk.47 - przeciwpodwodna odmiana Sea King HAS.2 dla marynarki Egiptu, zbudowano 6.

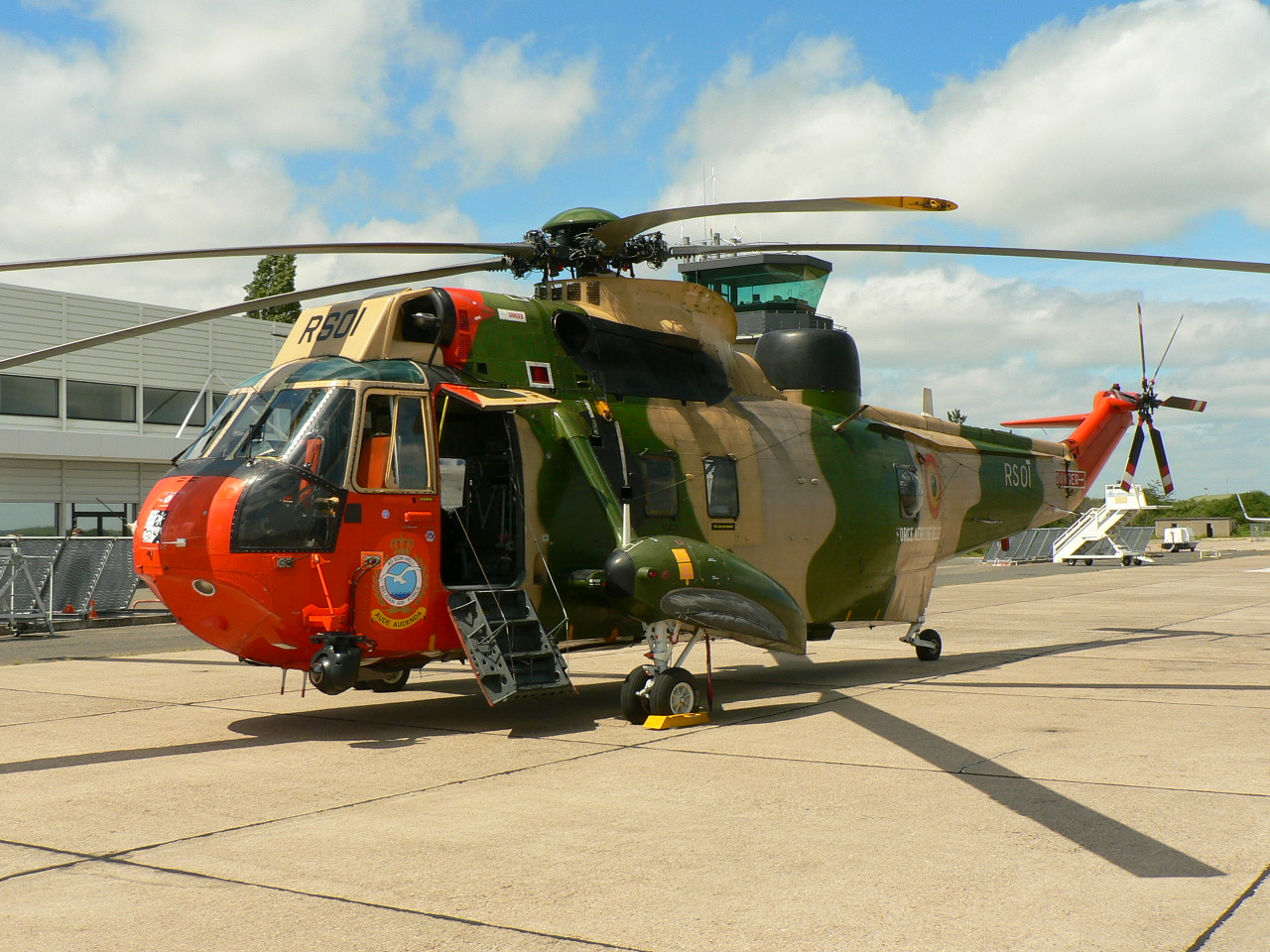
Belgijski Sea King Mk.48

- Sea King Mk.48 - wersja ratunkowo-poszukiwawcza dla lotnictwa Belgii, zbudowano 5.
- Sea King Mk.50 - wielozadaniowa wersja dla marynarki Australii, zbudowano 10.
- Sea King Mk.50A - dwa dalsze śmigłowce dla marynarki Australii.
- Sea King Mk.50B - ulepszona wersja wielozadaniowa dla marynarki Australii.

- Sea King HAS.5 - ulepszona wersja przeciwpodwodna dla marynarki brytyjskiej Royal Navy, przebudowane następnie na HAR.5.
- Sea King HAR.5 - wersja ratunkowo-poszukiwawcza dla marynarki brytyjskiej Royal Navy.
- Sea King AEW.5 - trzy śmigłowce  HAS.5 przebudowane na wersję wczesnego ostrzegania dla marynarki brytyjskiej Royal Navy.
- Sea King HAS.6 - ulepszona wersja przeciwpodwodna dla marynarki brytyjskiej Royal Navy.
- Sea King AEW.7 - ulepszona wersja wczesnego ostrzegania dla marynarki brytyjskiej Royal Navy.
- Sea King ASaC7 - ulepszona wersja wczesnego ostrzegania dla marynarki brytyjskiej Royal Navy.

## Dane techniczne
Dane wersji HAS.5, inne zbliżone:
- Ogólne charakterystyki
  - masa własna: 6202 kg
  - masa startowa: 9525 kg
  - masa startowa maksymalna: 9707 kg
- Wymiary:
  - Długość kadłuba: 16,69 m
  - Wysokość: 5,13 m
  - Średnica wirnika: 18,90 m

- Napęd: 2 silniki turbinowe Rolls-Royce Gnome H1400-2 o mocy po 1660 KM (1238 kW)
- Osiągi:
  - Prędkość maksymalna: 232 km/h
  - Pułap praktyczny: 3050 m
  - Prędkość wznoszenia: do 10,3 m/s
  - Zasięg: 1230 km